# 华丽爱氏海葵
华丽爱氏海葵（学名：Edwardsia elegans）为爱氏海葵科爱氏海葵属的动物。分布于新西兰，包括黄海等海域。